# 安蒂瓜市
安蒂瓜市（西班牙語：Ciudad Antigua），是尼加拉瓜的城鎮，位於該國西北部，由新塞哥維亞省負責管轄，始建於1536年至1538年之間，面積147平方公里，海拔高度668米，2005年人口4,868，人口密度每平方公里33.12人。
13°38′N 86°19′W / 13.633°N 86.317°W